# ベクテル
ベクテル (Bechtel Corporation ; Bechtel Group)は、アメリカ合衆国カリフォルニア州サンフランシスコに本拠を置き、総合建設業を営む多国籍企業。石油コンビナート、発電所、ダム、空港、港湾などの建設を請け負う世界最大級の建設会社。

## 創業者一族
非上場の同族会社であるので、しばしば関係者に関心が持たれる。
創業者ウォーレン・ベクテル（en:Warren A. Bechtel、1872年9月12日 – 1933年8月28日）は、オクラホマ州で牧場経営に失敗した後、1898年、急成長中であった鉄道産業の使用人として事業を開始した。それから20年の間、ウエスタンパシフィック鉄道をはじめとして鉄道や高速道路建設を請け負った。1919年以降、共同事業者とともに高速道路・水道トンネル・ダムなどを建設した。
息子のステファンen:Stephen David Bechtel, Sr.（1900年9月24日- 1989年3月14日）、その子ステファン・ジュニアen:Stephen D. Bechtel, Jr.（1925年5月10日 – ）を経て、創業者の曾孫ライリー・ベクテルen:Riley P. Bechtel（1953年 – ）が現在の最高経営責任者を務めている。
会社の所有と経営はベクテル一族に担われており、ライリーやステファン・ジュニアはいずれも総資産30億ドル（2009年）を有するアメリカを代表する富豪の一人である。

## 出身者・関連人物
- ジョージ・シュルツ - 1974年、社長に就任。その後1982年7月16日第60代アメリカ合衆国国務長官に指名された。
- キャスパー・ワインバーガー - 1975年、副社長兼法律顧問に就任。その後1981年1月21日アメリカ合衆国国防長官に指名された。
- ジョン・マコーン - 1937年、二代目ステファン・ベクテルの共同経営者となりベクテル・マコーン社を設立、ステファン・ベクテルが会長、マコーンは1945年まで社長を務めた。その後国防次官、空軍副長官、原子力委員会委員長を歴任。
- ウィラード・デイヴィス - 1955年から72年まで副社長を務めた。73年から81年までアメリカ合衆国エネルギー省次官。原子力委員会からアメリカ合衆国原子力規制委員会の高官、そして原子力産業会議（英語版）理事を歴任[3]。

## 沿革
- 1930年代：フーバーダムの建設に参加。カイザー＝フレーザー他4社との共同事業。
- 1973年：世界の石炭スラリー処理施設の7割を建設する「エネルギー輸送制度」に参加[4]。
- 2003年4月17日：イラク復興事業で、発電施設や水道、空港などのインフラ整備で総額6.8億ドルの受注を発表。
- 2006年6月より、ロスアラモス国立研究所を運営する連合組織Los Alamos National Security (LANS) に、カリフォルニア大学、ニューメキシコ大学、ニューメキシコ州立大学、BWX Technologies、Washington Group International らとともに参加している。

## 主なメガプロジェクト
- フーバーダム：1936年完成[5]
- トルコのBekme 水力発電所ダム：1991年完成[6]
- イラクの石油化学工場：1991年完成[7]
- インドのダホール火力発電所1号機：1992年完成[8]
- 湾岸戦争後のクウェート復興：1993年完了[9]
- 英仏海峡トンネル：1994年完成[10]
- 香港国際空港：1998年完成[11]
- テンギス油田（カザフスタン）en:Tengiz Field開発：1999年完成[12]
- アニストン の化学兵器処理施設：2001年完成[13]
- トルコの天然ガス火力発電所3基：2002年完成[14]
- ロシア・マヤークオジョルスクの核分裂物質貯蔵施設：2002年完成[15]
- ブラジル・パラナ州アラウカリアen:Araucáriaの発電所：2003年完成[16]
- ペルーのホルヘ・チャベス国際空港の拡張：2005年完成[17]
- マサチューセッツ州ボストンの高速道路トンネル "Big Dig"：2007年完成[18]
- クロアチアのザグレブ-スプリト高速道路en:A1 (Croatia)再建：2008年完成[19]
- テネシー州オークリッジ国立研究所近くの核兵器工場 "Y-12"、および、濃縮ウランの貯蔵施設：2009年完成[20]
- アルバニアの高速道路 Rrëshen-Kalimash Highway：2010年完成[21]
- 新ドーハ国際空港：2013年完成[22]
- 新マスカット国際空港ターミナル：2014年完成予定[23]
- ルーマニアのトランシルヴァニア高速道路en:A3 motorway (Romania)：2016年完成予定[24]
- ダラス都市鉄道延伸：2016年完成予定[25]

- 韓国の古里原子力発電所3号機・4号機の設計

## 日本における事業展開
- 日本法人はオーバーシーズ・ベクテル・インコーポレーテッド株式会社で、東京都千代田区丸の内2-2-3に本社が置かれている。
- 青森県の日本原燃六ヶ所再処理工場の工場設備建設に技術参加[26]。
- 1989年度、羽田空港西側旅客ターミナルビル建設工事を日本企業との共同企業体の1社として受注した。
- 1991年度、関西国際空港旅客ターミナルビル（南工区）新築工事を日本企業との共同企業体の1社として受注した。
- 1991年度、東京湾横断道路川崎人工島東工事を日本企業との共同企業体の1社として受注した。
- 1991年度、アジア太平洋トレードセンター建設工事（その1）を日本企業との共同企業体の1社として受注した。[27]
- 神戸医療産業都市構想への参加
  - 1999年、神戸市は先端医療産業特区の可能性についてベクテルに調査を依頼。ベクテルは大学コンソーシアム、テクノロジーパークでのビジネス支援、医療産業と神戸空港の連携の3つを柱とする提案をおこなった[28]。
- 中部国際空港旅客ターミナルビル新築工事（その1）を日本企業との共同企業体の1社として受注した[29]

## 関連文献
- 江戸雄介『ベクテル社が上陸した。どうするニッポン?! : 未知の巨大政商 動きはじめた“影のアメリカ内閣"』ベストセラーズ、1988年7月 ISBN     4-584-00670-9
- レイトン・マッカートニー著、広瀬隆訳『ベクテルの秘密ファイル : CIA・原子力・ホワイトハウス』(原題"Friends in high places") ダイヤモンド社、1988年12月 ISBN 4-478-31048-3
- 江戸雄介『ブッシュの世界支配戦略とベクテル社』冬樹社、1990年6月 ISBN 4-8092-6116-6